# Dornier Do J
Dornier Do J Wal – niemiecka łódź latająca początku lat 20. XX wieku, opracowana przez przedsiębiorstwo Dornier.
Szeroki, wykonany całkowicie z metalu kadłub łodzi latającej wyposażono w boczne pływaki profilowane, a na środkowej części skrzydeł górnopłatu zamontowano w układzie tandemowym dwa silniki. Dornier Wal nadawał się zarówno do eksploatacji w lotnictwie cywilnym jak i w wojskowym. Za pilotami, którzy siedzieli w przednim przedziale, było wystarczająco dużo miejsca dla transportowanych towarów, poczty lotniczej i pasażerów. Z powodu zakazu aliantów dotyczących budowania samolotów tej wielkości przez Niemców produkcję przeniesiono do Włoch. Po pierwszych sukcesach w sprzedaży model ten był również produkowany na licencji w Japonii, Holandii, Hiszpanii i Szwajcarii. W latach trzydziestych zbudowano dokładnie 300 Do J Wal, póki produkcja nie została wstrzymana. W roku 1934 seria Wal została zmieniona i przemianowana na serię Dornier Do 15. 